# Beautiful Boy (2018)
Beautiful Boy ist ein US-amerikanisches Filmdrama von Felix Van Groeningen, das am 7. September 2018 beim Toronto International Film Festival seine Weltpremiere feierte und am 12. Oktober 2018 in die US-Kinos kam. Der Film basiert zum einen auf den Memoiren von David Sheff, zum anderen auf denen seines Sohnes Nic.

## Handlung
David Sheff ist ein liebenswerter Vater aus der Mittelschicht. Er und seine Frau Vicki scheinen alles richtig für ihre Familie getan zu haben. Als sein Sohn Nic süchtig nach Methamphetamin wird, kann David dies daher kaum fassen. Er versucht mit allen Mitteln seinen Sohn zurückzubekommen, doch Nic, der früher einmal ein nachdenklicher, schöner Junge war, kommt nicht von den Drogen los.
Selbst nachdem Nic 26 Wochen in einem Entgiftungsprogramm verbracht hat, statt das College zu besuchen, für das er sich beworben hatte, verschwindet er. David wird gesagt, dass ein Rückfall Teil seiner Genesung ist.

## Produktion

### Literarische Vorlage und Hintergrund
Der Film basiert zum einen auf den Memoiren von David Sheff mit dem Titel Beautiful Boy: A Father’s Journey Through His Son’s Addiction und zum anderen auf den Memoiren mit dem Titel Tweak: Growing Up on Methamphetamines seines Sohnes Nic Sheff.
Einer Studie der Centers for Disease Control and Prevention zufolge starben im Jahr 2017 in den USA 70.237 Menschen an einer Überdosis Drogen, mehr als 10.000 hiervon nach dem Missbrauch von Psychostimulanzien wie Crystal Meth. Damit befindet sich die Zahl der Drogentoten in den USA auf einem Höchststand und ist prozentual umgerechnet auf die Bevölkerungszahlen mehr als 14 Mal so hoch wie in Deutschland.

### Stab, Aufbau und Filmtitel
Regie führt Felix Van Groeningen, nachdem es um die Adaption von Sheffs autobiografischem Roman Beautiful Boy in den vergangenen Jahren ruhig geworden war. „Eine Schwierigkeit bei der Adaption bestand darin, die unterschiedlichen Erinnerungen von Vater und Sohn so miteinander zu verbinden, dass sie zu einem stimmigen Ganzen verschmelzen und nicht das Gefühl entsteht, der Film würde ständig zwischen zwei Perspektiven hin- und herspringen.“ Das Drehbuch löst dieses Problem, indem Teile der Geschichte nur aus der Sicht des Vaters, andere hingegen nur aus der Sicht des Sohnes erzählt werden. Eine emotionale Brücke schlagen Originalmusikstücke der 1990er-Jahre, die für Vater und Sohn gleichermaßen von Bedeutung waren, so Kinofenster.de. Die Erzähltechnik von Beautiful Boy werde so zur vielschichtig strukturierten Montage von Erinnerungsstücken, wobei der Vater seine Erlebnisse in nicht immer chronologischen Rückblenden erzählt, während der Sohn in der jeweiligen Gegenwart der Erzählung verbleibt. Tim Gray von Variety erklärt hierzu, durch diese Zeitsprünge werde die Geschichte des Films nicht-linear erzählt. Van Groeningen meint, dies zeige, wie die Erinnerung des Vaters funktioniert.
Die Deutsche Film- und Medienbewertung versah den Film mit dem Prädikat besonders wertvoll. In der Jury-Begründung heißt es: „Beautiful Boy ist kein gewöhnlicher, linear strukturierter Erzählfilm. Regisseur Felix Van Groeningen setzt auf verschiedene zeitliche Ebenen. In Rückblicken lässt er immer wieder Familiengeschichte in die Handlung einfließen und zwar so perfekt, dass sich die Jury in der Diskussion erstaunt zeigte, wie stark sie in die das familiäre Setting involviert werden konnte, ohne sich jemals durch Zeitsprünge irritiert zu fühlen. In dieser Perfektion schafft van Groeningens nichtlineare Erzählung so ungeheuer tiefe Eindrücke, dass sich die Jury auf einer beinahe physischen Ebene angesprochen fühlte.“
Gaby Sikorski von der Gilde deutscher Filmkunsttheater erklärt, die zahlreichen Rückblenden dienten dazu, Davids Gefühlslage noch intensiver darzustellen und die Unterschiede zwischen gestern und heute extremer zu gestalten: „Der abgemagerte, verwahrloste Junge von heute steht dabei im krassen Gegensatz zu dem fröhlichen Kind, das er einmal war.“ Van Groeningen erzähle vor allem aus der Perspektive des Vaters, so Sikorski weiter. John Lennons Song Beautiful Boy, den dieser für seinen Sohn Sean schrieb und der dem Film seinen Titel gab, stehe dabei für die Vergangenheit, die scheinbar heile Welt, in der sich Vater und Sohn nahestanden, aber auch für die vage Hoffnung, dass vielleicht doch irgendwann alles wieder gut wird. Der Musikeinsatz spiele generell eine große Rolle, so Sikorski: „Die Musik erschafft hier keine Gefühle, sie unterstützt lediglich die Stimmung und wirkt zwischendurch wie eine emotionale Drainage, die Erleichterung schafft. So bleibt die Geschichte erträglich.“

### Besetzung und Dreharbeiten

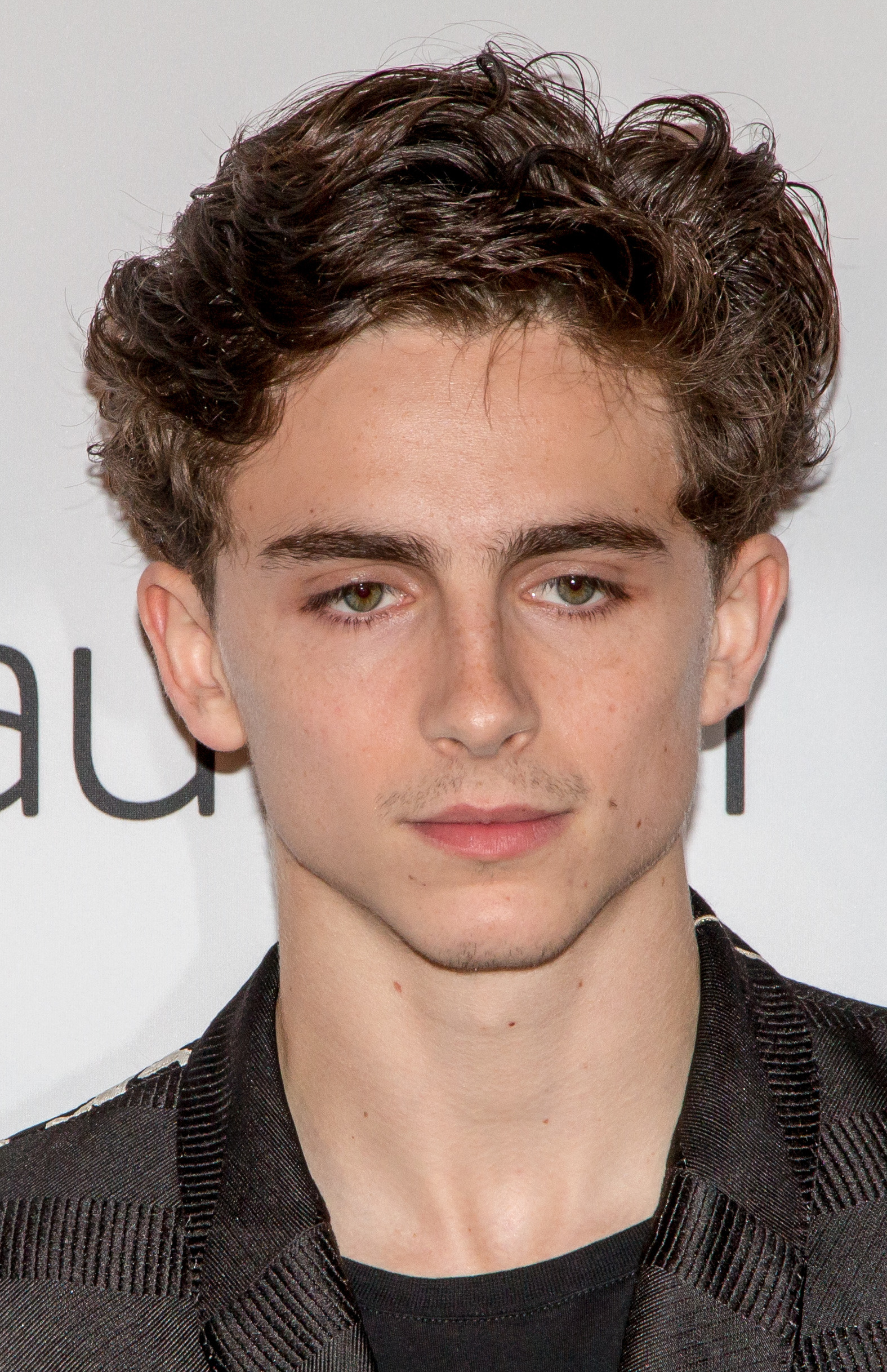
Timothée Chalamet bei der Premiere des Films in Toronto

Steve Carell übernahm die Rolle von David Sheff, Timothée Chalamet die seines erwachsenen Sohnes Nic. In jüngeren Jahren wird Nic von Jack Dylan Grazer (als 12-Jähriger), Zachary Rifkin (als 8-Jähriger) und Kue Lawrence (als 4- und 6-Jähriger) gespielt. Amy Ryan übernahm die Rolle von Vicki Sheff, Maura Tierney spielt Karen Barbour. In weiteren Rollen sind Kaitlyn Dever und Andre Royo zu sehen.
Die Dreharbeiten wurden am 27. März 2017 begonnen, im Mai 2017 beendet und fanden in und um Los Angeles und San Francisco statt.

### Filmmusik und Veröffentlichung
Erste Szenen aus dem Film wurden im Mai 2018 von den Amazon Studios veröffentlicht. Diese waren mit dem Song You von Alex Condliffe und Lamb Hands unterlegt. Ein erster Trailer folgte Ende Juni 2018. Der Film kam am 12. Oktober 2018 in die US-amerikanischen Kinos, nachdem er am 10. Oktober 2018 das Chicago International Film Festival eröffnete. Seine Weltpremiere feierte der Film bereits am 7. September 2018 beim Toronto International Film Festival. Ebenfalls im September wurde er beim Festivals Internacional de Cine de San Sebastián und auf der Filmkunstmesse Leipzig vorgestellt, bevor er am 24. Januar 2019 in die deutschen und Schweizer Kinos kam. Bereits im Herbst 2018 wurde er beim Zurich Film Festival gezeigt. Zeitgleich mit dem Kinostart in den USA veröffentlichte Warner Bros. Records den Soundtrack zum Film als Download.
Von der Deutschen Film- und Medienbewertung wurde Beautiful Boy mit dem Prädikat Besonders wertvoll versehen. In der Begründung heißt es, der Film traue sich, Musik und Ton wirklich zu nutzen, und der Titel weise bereits darauf hin, da Beautiful Boy auch ein Wiegenlied aus der Feder John Lennons ist. Zur wichtigen Rolle der Musik im Film heißt es: „Egal, ob es kraftvoll rockige Klänge sind, oder sanfte, klassische Stücke, in Beautiful Boy ist Musik omnipräsent, ohne jemals störend zu wirken. Zusammen mit bisweilen hyperästhetischen Bildern übt sie eine unglaubliche Sogkraft aus, setzt gleichzeitig aber immer auch dann, wenn dramaturgisch erforderlich, befreiende Signale – das ist ganz hohe Kinokunst.“

## Rezeption

### Altersfreigabe
In den USA erhielt der Film von der MPAA ein R-Rating, was einer Freigabe ab 17 Jahren entspricht. In Deutschland wurde er von der FSK ab 12 Jahren freigegeben, in Begleitung der Eltern jedoch bereits ab 6 Jahren erlaubt. In der Freigabebegründung heißt es: „Die Geschichte entfaltet sich aus der Perspektive des Vaters und ist überwiegend ruhig und einfühlsam erzählt, wobei die Suchtproblematik eindringlich und teils drastisch dargestellt ist. Einzelne dramatische Szenen können aufgrund ihrer Intensität Kinder unter 12 Jahren emotional überfordern, da sie die Geschehnisse noch nicht adäquat einordnen können.“

### Kritiken
Todd McCarthy von The Hollywood Reporter meint, der Film sei am interessantesten, wenn er einfach die Gelegenheit bietet, Timothée Chalamet zuzusehen. Der von ihm gespielte Nic sei in jeder Hinsicht ein liebenswertes Kind, und man würde niemals vermuten, dass sich ein Dämon in ihm versteckt hat, der regelmäßig die Kontrolle über den schlanken Körper übernimmt.
Gaby Sikorski von der Gilde deutscher Filmkunsttheater erklärt, Beautiful Boy sei eine Vater-Sohn-Geschichte, in der die Vergangenheit von großer Bedeutung ist: „Die Erinnerung daran, dass er und Nic das tollste Team aller Zeiten war, gibt David Hoffnung. Der Schmerz darüber, dass alles anders gekommen ist, und die Angst, den Jungen endgültig zu verlieren, treiben ihn beinahe in den Wahnsinn.“ Timothée Chalamet spiele den Nic, als ob sein Leben davon abhängt, so Sikorski weiter, wechsele die Stimmungen innerhalb von Sekunden, raune, lalle, schluchzte und spiele die körperlichen und geistigen Veränderungen des Süchtigen mit beinahe gespenstischer Präsenz und ohne zu übertreiben: „Seine Leistung überstrahlt das überzeugende Spiel von Steve Carell ebenso wie das von Maura Tierney als Karen, Davids zweiter Frau, und Amy Ryan als Nics Mutter und Davids Ex-Frau.“
Kai Mihm von epd Film bemerkt, anders als viele Drogengeschichten spiele Beautiful Boy nicht in einem urbanen Slum, sondern gemäß der realen Geschichte in einem Wohlstandsghetto, und Nic sei ein sympathischer Überflieger, dem eigentlich jedes College offenstünde, der aber trotzdem Drogen nimmt, um den »Druck des Alltags« zu lindern. Wer sich frage, welcher Druck, sei am entscheidenden Punkt der Geschichte angelangt, denn so sehr man als Außenstehender nach rationalen Herleitungen suche, gebe es sie bei Drogensucht oftmals nicht. Klug sei auch die Entscheidung, die sozialen und beruflichen Hintergründe der Eltern gänzlich außen vor zu lassen, so Mihm. Man erfahre lediglich, dass David als freier Journalist für die New York Times arbeitet und Stiefmutter Karen Künstlerin ist. Mihm resümiert: „Das Bemühen um Ausgewogenheit und Sachlichkeit, um einen nüchternen Blick auf den Umgang mit der Sucht, bringt den Film um einen Gutteil seiner emotionalen Kraft. Alles bleibt geschmackvoll, die Menschen sind attraktiv und ihre Handlungen meist von akademischer Besonnenheit. Für sein extremes Thema wirkt Beautiful Boy selbst in emotionalen Ausnahmesituationen allzu gefasst, beinahe distanziert.“

### Einsatz im Schulunterricht
Im Januar 2018 wurde Beautiful Boy von kinofenster.de als „Film des Monats“ präsentiert. Zudem bietet das Onlineportal Materialien zum Film für den Unterricht ab der 8. Klasse und empfiehlt ihn für die Unterrichtsfächer Englisch, Deutsch, Sozialkunde, Ethik, Kunst und Biologie. Teilweise wird das Material in englischer Sprache angeboten.

### Auszeichnungen (Auswahl)
Zur Oscarverleihung 2019 befand sich Treasure aus dem Film in einer Shortlist in der Kategorie Bester Song. Im Folgenden eine Auswahl von Auszeichnungen und Nominierungen:
Adelaide Film Festival 2018
- Nominierung als Bester Film (Felix Van Groeningen)[30]

British Academy Film Awards 2019
- Nominierung als Bester Nebendarsteller (Timothée Chalamet)

Chicago International Film Festival 2018
- Auszeichnung mit dem Founder’s Award[31]

Festival Internacional de Cine de San Sebastián 2018
- Nominierung für die Goldene Muschel (Felix Van Groeningen)

Golden Globe Awards 2019
- Nominierung als Bester Nebendarsteller (Timothée Chalamet)[32]

Hollywood Film Awards 2018
- Auszeichnung als Bester Nebendarsteller (Timothée Chalamet)[33]

Palm Springs International Film Festival 2019
- Auszeichnung mit dem Spotlight Award (Timothée Chalamet)

Satellite Awards 2018
- Nominierung als Bester Nebendarsteller (Timothée Chalamet)

Screen Actors Guild Awards 2019
- Nominierung als Bester Nebendarsteller (Timothée Chalamet)[34]

Toronto International Film Festival 2018
- Nominierung für den People’s Choice Award (Felix Van Groeningen)

## Synchronisation
Die deutsche Synchronisation entstand nach der Dialogregie von Monica Bielenstein im Auftrag der TaunusFilm Synchron GmbH, Berlin.
| Darsteller        | Synchronsprecher  | Rolle                   |
| ----------------- | ----------------- | ----------------------- |
| Steve Carell      | Uwe Büschken      | David Sheff             |
| Timothée Chalamet | Marco Eßer        | Nic Sheff               |
| Maura Tierney     | Elisabeth Günther | Karen Barbour           |
| Oakley Bull       | Mina Chamlali     | Daisy Sheff             |
| Amy Forsyth       | Lydia Morgenstern | Diane                   |
| Timothy Hutton    | Frank Röth        | Dr. Brown               |
| Christian Convery | Elias Chamlali    | Jasper Sheff            |
| Stefanie Scott    | Amelie Plaas-Link | Julia                   |
| Marypat Farrell   | Denise Gorzelanny | Julias Mutter           |
| Kaitlyn Dever     | Victoria Frenz    | Lauren                  |
| Andre Royo        | Jaron Löwenberg   | Spencer                 |
| Amy Ryan          | Silke Matthias    | Vicki Sheff             |
| Jack Dylan Grazer | Arthur W. Mai     | Nic Sheff (12 Jahre)    |
| Kue Lawrence      | Arthur W. Mai     | Nic Sheff (4 & 6 Jahre) |